# عموقین
عموقین (آغمیان) روستایی در ۷ کیلومتری غرب اردبیل است. این روستا در استان اردبیل، شهرستان اردبیل، بخش مرکزی، دهستان سردابه قرار دارد. محصولات مهم کشاورزی آن گندم، جو، سیب زمینی، چغندر قند و لوبیاست.
منطقه تاریخی پیر حاجی در این روستا قرار دارد و گمان می‌رود که یک مسجد قدیمی باشد. مردم این روستا از چند طایفه‌ی ترک‌های ایغوز هستند. 
گمان می‌رود که مردم این روستا از نسل سربازهای قزلباش باشند.

## جمعیّت
بر‌اساس سرشماری سال ۱۳۸۵ جمعیّت این روستا ۱۳۱۸ نفر با ۲۶۵ خانوار بوده‌ است.